# АГС (фильтр)
АГС — фильтр поисковой системы «Яндекс», призванный минимизировать фактор постороннего влияния на результат поисковой выдачи. С помощью данного алгоритма «Яндекс» заносит сайты в черный список. Со временем фильтр усовершенствовался, получая названия АГС-17, АГС-30, АГС-40, и АГС-2015.

## История создания
Об уже действующем на тот момент фильтре АГС-17 было объявлено в 2009 году одновременно с запуском усовершенствованного фильтра АГС-30. По словам специалистов «Яндекса», АГС-30 несет более полный алгоритм, основывающийся на большем количестве факторов (около ста). Фильтр позволяет отсеивать (исключать из поисковой выдачи) страницы с повторяющимся или некачественным содержимым сайтов. В 2013 году запущен фильтр АГС-40, лишь с обновленным под современные реалии алгоритмом.
Алгоритм фильтра АГС ранее выполнял функцию исключения страниц сайтов использующих SEO ссылки, но 15 апреля 2014 года данный алгоритм вместо исключения страниц с некачественным содержимым аннулирует им ТИЦ. Вследствие чего, как и в случае алгоритма «Минусинск», сайт в поисковой выдаче будет ранжироваться ниже
8 сентября 2015 года Яндекс анонсировал обновление алгоритма, назвав его просто «АГС», без нумерации. В интернете фильтр обозвали АГС-2015, в отличие от «Минусинск» новый фильтр повлиял на огромное количество веб-сайтов. Особенность обновленного АГС — ограничения в ранжировании могут быть применены к сайту, злоупотребляющему размещением SEO-ссылок, независимо от его качества. Самый главный вопрос остается, как алгоритм будет отделять покупные ссылки от естественных. Вероятность попадания под фильтр увеличивается на 25 % при использовании автобирж, при этом, если использовать ручное добавление, то вероятность увеличивается всего на 2 %. Покупка ссылок в статьях («статейное продвижение») имеет малую вероятность попадания под фильтр. При этом SEO-оптимизаторы сходятся во мнении, что ссылки и впредь будут покупать.
Официально «Яндекс» не обнародовал происхождение названия АГС. Неофициально известно, что названия версий фильтра означают «АнтиГовноСайт», что следует из общеизвестного ИТ-жаргонизма «говносайт», описывающего созданный специально для поисковой оптимизации мусорный сайт со ссылками.

## Назначение
Фильтр предназначен для борьбы с сателлитами, созданными не для людей, а для заработка размещением на них тематических ссылок на основной сайт (продвигаемый сателлитами) или оплаченных ссылок с бирж. На таких сайтах может располагаться большое количество некачественной и ненужной информации, которая не несет в себе какой-либо пользы для посетителей.

## Принцип действия
Алгоритм фильтра засекречен, однако имеются некоторые официально подтвержденные сведения. Наложение АГС — это результат совпадения нескольких факторов, которые по отдельности на попадание сайта под фильтр не влияют:
- торговля спам-ссылками на сайте,
- небольшой возраст сайта,
- число входящих ссылок на ресурс мало по отношению к исходящим ссылкам,
- низкое количество уникальных посетителей на сайте,
- неуникальное содержимое.

Это далеко не полный список, однако эти факторы являются подтвержденными. Существует также множество других нюансов, которые могут повлиять на наложение фильтра АГС.
Довольно часты ситуации, когда фильтр накладывается на сайт неоправданно, так как алгоритм работает нестабильно. Специалисты «Яндекса» оперативно работают над проверкой всех заявок от владельцев сайтов на снятие фильтра с действительно качественных ресурсов, которые попали под фильтр по ошибке.
После наложения фильтра АГС на сайт через несколько месяцев он перестает индексироваться поисковой системой «Яндекс». После применения фильтра в индексе остается чаще всего главная страница сайта, в некоторых случаях — еще несколько страниц. По прошествии некоторого времени сайт снова появляется в поисковой выдаче и снова подвергается проверке. Если фильтр снова определяет сайт как некачественный, происходит повторное наложение фильтра. В дальнейшем сайт может быть полностью заблокирован для индексирования поисковой системой «Яндекс».
С апреля 2014 года АГС-40 не удаляет сайты из выдачи, а обнуляет ТИЦ; аналогично с октября 2015 года действует и АГС-2015.